# Tabaks- en rookwarenwet
De Tabaks- en rookwarenwet (tot 20 mei 2016: Tabakswet) is een Nederlandse wet in formele zin waarmee de overheid in staat is om maatregelen te nemen ter beperking van het tabaksgebruik zoals vooral het roken van tabak. De wet bepaalt:
- dat werknemers recht hebben op een rookvrije werkplek (sinds 1 januari 2004).
- dat er in openbare gelegenheden zoals overheidsgebouwen een rookverbod is (sinds 1 januari 1990 (rookruimten mochten toen nog wel)).
- dat het personenvervoer rookvrij moet zijn (sinds 1 januari 2004).
- dat Tabaksreclame en -sponsoring, met uitzondering binnen in tabaksspeciaalzaken, verboden is.
- dat verkoop van tabaksartikelen aan jongeren onder de 18 jaar verboden is (1 januari 2014).
- dat verkoop van tabaksartikelen op bepaalde locaties verboden is.
- dat sigaretten alleen in verpakkingen met een inhoud van 20 of meer stuks (shag 30 gram) verkocht mogen worden (sinds 20 mei 2016).

Bij overtreding kunnen bestuurlijke boetes worden opgelegd.
Veel bepalingen over tabaksproducten gelden inmiddels ook voor aanverwante producten zoals de e-sigaret per 20 mei 2016 en verhitte tabak sinds 1 juli 2022.

## Geschiedenis
De Tabakswet is sinds 1990 van kracht. Aanvankelijk was deze alleen van toepassing op de publieke sector.
In 2000 spande postmedewerker Nanny Nooijen, met steun van het astmafonds, een kort geding aan tegen haar werkgever (PTT Post) omdat ze gezondheidsklachten ondervond van de tabaksrook van haar collega’s. Door de rechter werd zij in het gelijk gesteld. Op 16 april 2002 is een wetswijziging goedgekeurd door het parlement. Deze wijziging houdt in dat het recht op een rookvrije werkplek is uitgebreid van alleen de publieke sector naar alle organisaties. De gewijzigde Tabakswet is van kracht sinds 17 juli 2002, maar de minister heeft besloten de wet in stappen in te voeren om de uitvoerders van de wet extra voorbereidingstijd te geven. Sinds 1 januari 2004 moeten alle werkplekken met uitzondering van de horeca rookvrij zijn; sinds 1 juli 2008 is de wet ook daar van toepassing.
Enkele andere wijzigingen:
- een bijna algeheel verbod op tabaksreclame en –sponsoring (van kracht op 7 november 2002, uitgebreid met reclameverbod voor kranten en tijdschriften op 1 januari 2003);
- een verkoopverbod van tabaksartikelen op bepaalde locaties en aan jongeren onder de 18 jaar (1 januari 2014);
- het opleggen van bestuurlijke boetes bij overtreding (1 januari 2004).

De Tabakswet stelt al sinds 1990 een rookverbod voor gebouwen die door de overheid (Rijk, provincie en gemeente) beheerd of gesubsidieerd worden. Daarnaast geldt de wet ook voor instellingen voor gezondheidszorg, maatschappelijke dienstverlening, sport, sociaal-cultureel werk en onderwijs.
Roken is verboden in ruimtes die toegankelijk zijn voor het publiek en in ruimtes voor gemeenschappelijk gebruik zoals trappen, gangen, liften, recepties, vergaderzalen, leslokalen, toiletten, kantines en recreatieruimten. Er is een uitzondering: als er op één verdieping meer wachtruimten, recreatieruimten of kantines zijn, mag in de kleinste van de twee (of meerderen) gerookt worden. Het maken van zo’n rookruimte is niet verplicht.

## Rookvrije werkplek wettelijk recht
De gewijzigde Tabakswet heeft per 1 januari 2004 de regels voor het roken in bedrijven aangescherpt. De wet regelt dat werknemers een rookvrije werkplek kunnen opeisen bij hun werkgever. In januari 2004 besloot minister Hoogervorst van Volksgezondheid dat verzorgings- en verpleeghuizen pas in 2005 aan deze verscherpte regels hoeven te voldoen. Hiermee gaf de minister de instellingen meer tijd om aparte rookruimten te maken zodat ouderen, zieken en gehandicapten toch nog kunnen roken zonder de niet-rokers tot last te zijn.
Er bestonden op dat moment twee soorten rookruimten: de binnen- en de buitenoplossing.
In de binnenvariant werd de rook in de kamer afgezogen. De buitenvariant heet een rokersabri. Rookruimtes binnen zijn in alle sectoren verboden sinds 1 januari 2022.

## Boetes
Nieuw is het opleggen van bestuurlijke boetes bij overtreding. Het bedrijf kan krachtens de wet een boete krijgen. Intern kan elke organisatie bij overtreding van de huisregels zelf sancties vaststellen. Als het rookbeleid met zorg is ingevoerd en zowel rokers als niet-rokers gehoord zijn bij het vinden van oplossingen voor mogelijke knelpunten, bestaat er meestal voldoende draagvlak voor een goede naleving van de regels.

## Handhaving
De Nederlandse Voedsel- en Warenautoriteit (NVWA) is belast met het toezicht op de naleving van de Tabaks- en rookwarenwet. Controles worden hierbij zowel op- als onopvallend uitgevoerd, het laatste om een zo reëel mogelijk beeld van de situatie te krijgen. Bij overtreding van de wet kan een betrokkene daar een klacht indienen.
| Roken in de horeca |            |             |
| Jaar               | Inspecties | Maatregelen |
| 2009               | 11.027     | 440         |
| 2012               | 17.228     | 1.869       |
| 2013               | 17.653     | 1.766       |

| Leeftijdsgrenzen tabak |            |             |
| Jaar                   | Inspecties | Maatregelen |
| 2003                   | 3966       | 40          |
| 2004                   | 5468       | 87          |
| 2005                   | 2407       | 105         |
| 2006                   | 3933       | 166         |
| 2007                   | 3342       | 114         |
| 2008                   | 2047       | 58          |
| 2009                   | 3529       | 69          |
| 2010                   | 8746       | 63          |
| 2011                   | 2603       | 21          |
| 2012                   | 901        | 13          |

## Tabakswetgeving in het Koninkrijk
Op Aruba is op 2 mei 2022 de Landsverordening Beperking Tabaksproducten van kracht geworden, als onderdeel van het preventieplan voor de gezondheid. Rookwaren mogen niet meer worden verkocht aan jongeren beneden 21 jaar; er geldt een rookverbod in openbare gebouwen, culturele en sportvoorzieningen, in casino's en op bushaltes. Ook geldt een rookverbod op de werkplek. De medewerkers van Dienst Wareninspectie hebben voor de handhaving opsporingsbevoegdheid gekregen.